# Pallacanestro agli Island Games 1999 - Torneo maschile
Il torneo di pallacanestro agli Island Games 1999 si è svolto dal 27 giugno al 2 luglio 1999 a Gotland.
La competizione ha visto l'affermazione di Rodi.

## Svolgimento
| Gotland 27 giugno 1999 | Gotland | 106 – 54 (60-30) | Isola di Wight |  |

| Gotland 27 giugno 1999 | Jersey | 70 – 66 | Isola di Man |  |

| Gotland 27 giugno 1999 | Guernsey | 45 – 95 | Saaremaa |  |

| Gotland 28 giugno 1999 | Isole Cayman | 75 – 86 (34-48) | Gotland |  |

| Gotland 28 giugno 1999 | Rodi | 108 – 32 (49-15) | Guernsey |  |

| Gotland 29 giugno 1999 | Isola di Wight | 67 – 135 (23-65) | Isole Cayman |  |

| Gotland 29 giugno 1999 | Isola di Wight | 56 – 85 (30-33) | Gibilterra |  |

| Gotland 29 giugno 1999 | Saaremaa | 55 – 73 (24-34) | Rodi |  |

| Gotland 30 giugno 1999 | Isola di Wight | 66 – 58 (34-27) | Guernsey |  |

### Quarti di finale
| Gotland 30 giugno 1999 | Gibilterra | 69 – 62 (29-30) | Jersey |  |

| Gotland 30 giugno 1999 | Isole Cayman | 82 – 74 (50-29) | Saaremaa |  |

### Semifinali
| Gotland 1 luglio 1999 | Rodi | 97 – 62 (55-34) | Gibilterra |  |

| Gotland 1 luglio 1999 | Gotland | 84 – 95 (41-50) | Isole Cayman |  |

### Finali
3º - 4º posto
| Gotland 2 luglio 1999 | Gibilterra | 97 – 102 | Gotland |  |

1º - 2º posto
| Gotland 2 luglio 1999 | Rodi | 72 – 66 | Isole Cayman |  |

## Classifica
| Oro     | Rodi           |
| Argento | Isole Cayman   |
| Bronzo  | Gotland        |
| 4.      | Gibilterra     |
| 5.      | Saaremaa       |
| 6.      | Jersey         |
| 7.      | Isola di Man   |
| 8.      | Isola di Wight |
| 9.      | Guernsey       |

## Fonti
- IslandGames.net: 1999 basketball results (PDF), su islandgames.net. URL consultato il 27 aprile 2018 (archiviato dall'url originale il 15 aprile 2007).